# برگزیت

موقعیت بریتانیا در اتحادیهٔ اروپا

برگزیت (به انگلیسی: British" and "exit"> Brexit") به معنی خروج بریتانیا از اتحادیهٔ اروپا در پی یک همه‌پرسی در سال ۲۰۱۶ برای خروج از اتحادیهٔ اروپا، دولت بریتانیا اعلام کرد در ۲۹ مارس ۲۰۱۷ رویهٔ رسمی برای خروج را آغاز خواهد کرد. در نهایت بریتانیا روز جمعه ۳۱ ژانویهٔ سال ۲۰۲۰ میلادی ساعت ۱۱ شب به وقت محلی از اتحادیهٔ اروپا جدا شد.
قرار شد تا از آغاز فوریهٔ ۲۰۲۰ یک دورهٔ انتقالی ۱۱ ماهه آغاز شود و برپایهٔ آن بریتانیا به یک توافق تجاری طولانی مدت با اتحادیهٔ اروپا دست یابد. تا آن زمان قراردادهای موجود تجاری میان طرفین به قوت خود باقی ماند. خروج از اتحادیهٔ اروپا هدفی سیاسی بود که از سوی افراد، گروه‌های مدافع، و احزاب سیاسی در بریتانیا از زمان پیوستن آن به اتحادیهٔ اروپا در سال ۱۹۷۳ پی گرفته می‌شده‌است. خروج از اتحادیهٔ اروپا بر پایهٔ معاهدهٔ اتحادیهٔ اروپا از حقوق کشورهای عضو آن است.

## نتیجهٔ همه‌پرسی
در همه‌پرسی که در ۲۳ ژوئن ۲۰۱۶ در بریتانیا انجام شد بیش از ۱۷ میلیون نفر به عدم حضور آن کشور در اتحادیهٔ اروپا رأی دادند (در مقابل بیش از ۱۶ میلیون نفری که رأی به ماندن در اتحادیهٔ اروپا دادند) و جنبش برگزیت به موفقیت رسید. برخی صاحب‌نظران رخدادهایی نظیر خروج بریتانیا از اتحادیهٔ اروپا را ناشی از فراگیر شدن نئوناسیونالیسم در آن کشور می‌دانند. در پی این نتیجه، دیوید کامرون از نخست‌وزیری کنار رفت و ترزا می جای او را گرفت.

## آمارها
- شمارش آرای این همه‌پرسی نشان داد: مردم اسکاتلند و ایرلند شمالی به باقی‌ماندن در اتحادیهٔ اروپا رأی داده‌اند ولی انگلیسی‌ها و ولزی‌ها به خروج از اتحادیهٔ اروپا رأی داده‌اند. شمارش آرا در اسکاتلند نشان داد که ۶۲ درصد اسکاتلندی‌ها خواهان باقی‌ماندن در اتحادیهٔ اروپا بوده‌اند و ۳۸ درصد خواهان جدایی. در ولز ۴۸٫۳ درصد خواهان باقی‌ماندن در اتحادیهٔ اروپا بوده‌اند و ۵۱٫۷ درصد خواهان جدایی هستند. در ایرلند شمالی ۵۵٫۷ درصد رأی به باقی‌ماندن داده بودند و ۴۴٫۳ درصد رأی به جدایی دادند.[۹]
- لندن پایتخت بریتانیا بیشترین رأی را به ماندن در اتحادیهٔ اروپا داد.
- ۷۵ درصد جوانان ۱۸ تا ۲۴ سال بریتانیایی رای به باقی‌ماندن در اتحادیهٔ اروپا دادند ولی ۶۱ درصد افراد بالای ۶۵ سال رأی به خروج بریتانیا از اتحادیهٔ اروپا دادند.
- ۹۵٫۹ درصد جمعیت منطقهٔ جبل‌الطارق به ماندن بریتانیا در اتحادیهٔ اروپا رأی دادند.

## موافقت مجلس عوام با آغاز مذاکرات برای خروج از اتحادیهٔ اروپا
ترزا می در اکتبر ۲۰۱۶ گفت: تا پایان مارس ۲۰۱۷ میلادی، مادهٔ ۵۰ پیمان لیسبون را فعال می‌کند و بریتانیا را تا پایان مارس ۲۰۱۹ از اتحادیهٔ اروپا خارج می‌کند. مادهٔ ۵۰ پیمان لیسبون، روند خروج یک کشور از اتحادیه اروپا را مشخص کرده‌است. بر پایهٔ این ماده، دولتی که خواستار خروج از اتحادیهٔ اروپا است پس از فعال‌سازی مادهٔ ۵۰ پیمان لیسبون، دو سال فرصت دارد تا چگونگی خروج از اتحادیهٔ اروپا، شیوهٔ بستن قرارداد با دیگر کشورهای عضو اتحادیهٔ اروپا و شرایط مربوط از جمله چگونگی دسترسی به بازار مشترک، چگونگی رفت‌وآمد شهروندان کشورها و وضعیت افرادی که در کشورهای دیگر اتحادیهٔ اروپا زندگی یا کار می‌کنند را تدوین کند. در مدت این دو سال، کشوری که در حال خروج از اتحادیهٔ اروپا است وظیفه دارد تعهداتش را به‌عنوان یکی از اعضای اتحادیهٔ اروپا، اجرا کند. اما در ۲۴ ژانویهٔ ۲۰۱۷ میلادی، دیوان عالی بریتانیا یک رأی جنجالی صادر کرد که به موجب آن، دولت ترزا می برای فعال‌سازی مادهٔ ۵۰ پیمان لیسبون، باید رأی موافق مجلس عوام بریتانیا را نیز بدست آورد. به دنبال صدور رأی دیوان عالی بریتانیا دولت ترزا می نیز در روز پنجشنبه ۲۶ ژانویهٔ ۲۰۱۷ میلادی لایحهٔ آغاز فرایند خروج از اتحادیهٔ اروپا را به مجلس عوام ارائه کرد.
نمایندگان مجلس عوام بریتانیا نیز در ۸ فوریهٔ ۲۰۱۷ میلادی با ۴۹۴ رأی موافق در برابر ۱۲۲ رأی مخالف، لایحهٔ فعال‌سازی مادهٔ ۵۰ پیمان لیسبون را تصویب کردند. دیوید دیویس، وزیر برگزیت دولت ترزا می، بلافاصله پس از رأی مثبت مجلس عوام، از آن به عنوان یک «رأی تاریخی» یاد کرد.

## طرح توافق و رأی‌گیری ۲۰۱۹ مجلس عوام
طرح پیشنهادی دولت بریتانیا در نوامبر ۲۰۱۸ مبنی بر توافقنامهٔ خروج بریتانیا و پیش‌نویس اعلامیهٔ سیاسی که میان دولت بریتانیا و اتحادیهٔ اروپا توافق شده بود منتشر شد. در تاریخ ۱۵ ژانویهٔ ۲۰۱۹ مجلس عوام در مخالفت با این توافق با اختلاف چشمگیر ۴۳۲ به ۲۰۲ رأی داد که بزرگ‌ترین شکست پارلمانی دولت بریتانیا در تاریخ این کشور به‌شمار می‌رود.

## نتایج اقتصادی-اجتماعی
خروج بریتانیا از اتحادیهٔ اروپا نتایجی اقتصادی-اجتماعی و سیاسی در پی خواهد داشت. برگزیت می‌تواند در بازار ارز، انرژی، فلزات گرانبها (طلا و ...)، کالاهای مختلف و شاخص‌های بورس و ... تأثیرات مهمی بگذارد.
برگزیت اثرات کوتاه‌مدت، میان‌مدت و درازمدت بر بریتانیا، اتحادیهٔ اروپا و کل جهان خواهد گذاشت. در کوتاه‌مدت، خروج بریتانیا از اتحادیهٔ اروپا، ایجاد شوک‌های روانی و قیمتی به بازار خواهد کرد. در میان‌مدت، برگزیت می‌تواند واکنش دولت‌ها و مردم کشورهای دیگر را برانگیزد و آن‌ها نیز خواهان همه‌پرسی برای خروج از اتحادیهٔ اروپا بشوند. در این‌صورت واحد پول مشترک اتحادیهٔ اروپا تأثیر خواهد گرفت و این امر می‌تواند ماهیت یورو را تغییر داده، کاهش سرمایه‌گذاری در این منطقه را به دنبال داشته باشد که حاصلی جز رکود نخواهد داشت.
گفته می‌شود صندوق بین‌المللی پول در تازه‌ترین گزارش خودش پیش‌بینی رشد اقتصادی جهان را از ۳٫۴ درصد به ۳٫۲ درصد کاهش داده و علت این اُفت را برگزیت - همین احتمال خروج بریتانیا و تردید در سرمایه‌گذاری کلان در این منطقه – دانسته‌است. البته در بلندمدت دنیای اقتصاد این موضوع را خواهد پذیرفت و سرمایه‌گذاری‌ها و شرایط اقتصادی در این منطقه، روال عادی خودش را خواهد داشت.

## پیامدها
- سقوط ارزش پوند، نفت و بازارهای جهانی. بهای پوند نسبت به دلار به سطحی سقوط کرد که از سال ۱۹۸۵ بی‌سابقه است.[۱۷][۱۸] ارزش پوند به کمترین مقدار در ۳۰ سال اخیر و شاخص بورس لندن به پایین‌ترین سطح از سال ۲۰۰۸ رسید.
- نخست‌وزیر بریتانیا (دیوید کامرون) که از حامیان ماندن بود استعفا داد.[۱۹][۲۰] از هم‌حزبی او بوریس جانسون شهردار پیشین لندن که جنبش خروج از اتحادیه را رهبری می‌کرد به عنوان گزینهٔ جایگزینی کامرون یاد شد. اما در نهایت ترزا می نخست‌وزیر شد.[۲۱]
- یورونیوز: با خروج ⁧ بریتانیا ⁩ از ⁧اروپا لیگ برتر انگلستان در خطر از دست دادن بیش از ۱۲۰ بازیکن اروپایی شاغل در این لیگ است.[۲۲]
- بهای نفت ۶٪ کاهش یافت.
- پس از رای بریتانیا به خروج از اتحادیهٔ اروپا، شین فین، بزرگ‌ترین حزب ناسیونالیست در سراسر ایرلند (و شاخهٔ سیاسی) ارتش جمهوری‌خواه ایرلند پیشین، خواهان جدایی ایرلند شمالی از بریتانیا شد. در همه‌پرسی ۲۰۱۶ برای خروج مردم ایرلند شمالی به ماندن رأی داده بودند. (برای پیوستن به جمهوری ایرلند)

## معامله ترک اروپا
روز یکشنبه ۷ اوت ۲۰۱۷ ساندی تلگراف به نقل از منابع گزارش کرد انگلستان آماده است تا ۴۰ میلیارد یورو (۴۷ میلیارد دلار آمریکا) به عنوان بخشی از معامله برای ترک اتحادیهٔ اروپا بپردازد. اتحادیهٔ اروپا عدد ۶۰ میلیارد یورو را منتشر کرده و خواستار پیشرفت مهمی در حل بدهی‌های انگلستان پیش از آغاز مذاکرات برسر موضوعاتی مانند آیندهٔ ترتیبات تجاری شده‌است.

## واکنش‌ها
- دونالد ترامپ، کاندیدای جمهوری‌خواه ریاست‌جمهوری آمریکا: این خیلی عالی است که مردم بریتانیا موفق به پس‌گرفتن کشور خود شدند. آمریکایی‌ها هم چنین می‌کنند.
- خیرت ویلدرس رهبر حزب راست‌گرای افراطی و ضداسلام حزب برای آزادی هلند: هورای بزرگ برای انگلیسی‌ها! اکنون نوبت ماست و زمان آن رسیده که چنین همه‌پرسی در هلند برگزار شود.
- مارین لوپن، رهبر حزب راست‌گرای افراطی جبهه ملی فرانسه: این یک پیروزی برای آزادی است. همان‌طور که سال‌ها تقاضا داشتم اکنون لازم است که همین همه‌پرسی در فرانسه و دیگر کشورهای اتحادیه اروپا برگزار شود.
- وزیر اول اسکاتلند⁩، نیکولا استورجن خواستار برگزاری همه‌پرسی جداگانه برای ماندن اسکاتلند در اتحادیه اروپا شد. در همه‌پرسی خروج ۶۲ درصد اسکاتلندی‌ها رای به ماندن دادند.
- فرانک والتر اشتاین‌مایر، وزیر امور خارجه آلمان: نتایج همه‌پرسی بریتانیا حقیقتاً هشدار دهنده است. این یک روز غمبار برای اروپا و بریتانیا است.
- کاخ سفید اعلام کرد: باراک اوباما برای بررسی شرایط خروج بریتانیا از اتحادیه اروپا با «دیوید کامرون» نخست‌وزیر این کشور دیدار خواهد کرد اوباما پیشتر مردم بریتانیا را به ماندن در اتحادیه اروپا تشویق کرده بود.
- مارتین شولتس رئیس پارلمان اتحادیه اروپا گفت: خروج بریتانیا از اتحادیه اروپا موجب این نخواهد شد که کشورهای دیگر نیز از اتحادیه اروپا خارج شوند.
- وزارت امور خارجه در بیانیه‌ای اعلام کرد: جمهوری اسلامی ایران به‌عنوان یک کشور دموکراتیک، به رأی انگلیس مبنی بر خروج از اتحادیه اروپا احترام گذاشته و آن را اراده اکثریت مردم خود در تنظیم روابط خارجی خود می‌داند. ایران همواره خواستار گسترش روابط با کشورهای اروپایی بر اساس احترام متقابل و عدم مداخله در امور داخلی یکدیگر بوده و خروج بریتانیا از اتحادیه اروپا تغییری در روابط جمهوری اسلامی با آن کشور ایجاد نخواهد کرد.
- تیتر مجله اکونومیست: یک شکاف فجیع
- آنگلا مرکل، صدر اعظم آلمان گفت: این تصمیم تاسف‌آور است و افزود: اتحادیه اروپا نباید سریع و ساده نتیجه‌گیری کند.[۲۴]
- دولت اسپانیا به دنبال رأی مردم بریتانیا برای خروج از اتحادیه اروپا، خواهان حاکمیت مشترک بر جبل‌الطارق شد.